# احمد عبدالرضا
احمد عبدالرضا (زادهٔ ۲ آوریل ۱۹۹۷) بازیکن فوتبال اهل عراق است که در پست مدافع برای باشگاه فوتبال نیروی هوایی عراق بازی می‌کند.
وی همچنین در تیم ملی فوتبال عراق بازی کرده‌است.